# Ivonne Mädel

Ivonne Mädel als Rednerin auf einer Neonazi-Kundgebung am 18. Oktober 2003 in Erfurt.

Ivonne Mädel (* 1982 in Meiningen) ist eine ehemalige Aktivistin der Freien Kameradschafts-Szene. Sie galt in den 2000er-Jahren als eine der aktivsten weiblichen Neonazi-Reisekader.

## Aktivitäten
Ivonne Mädel war seit etwa 1998 in der Neonazi-Szene aktiv und trat seit 2002 öffentlich in Erscheinung. Sie engagierte sich zunächst im „Freien Nationalen Widerstand“ ihrer Heimatstadt Meiningen. Als Rednerin trat sie zunächst auf dem „Zweiten Thüringentag der nationalen Jugend“ am 31. Mai 2003 in Gotha, dann auf einer von Christian Worch angemeldeten Demonstration am Tag der Deutschen Einheit in Leipzig auf. Seitdem gehörte sie zum engeren Umfeld von Worch und von Axel Reitz. Sie wurde von ihnen gezielt protegiert und trat mit ihnen und dem verurteilten Rechtsextremisten Manfred Roeder auf zahlreichen Veranstaltungen der NPD in Thüringen auf, so zum Beispiel auf einem Gedenkmarsch zu Ehren von Rudolf Heß unter dem Titel Rudolf-Heß – 17 Jahre tot! Noch immer ungeklärt sowie auf dem „Dritten Thüringentag der nationalen Jugend“ in Saalfeld am 29. Mai 2004.
Sie unterhielt außerdem Verbindungen zur „Mädelgruppe“ der Berliner Kameradschaft Tor, die seit März 2005 wegen Wesensverwandtschaft mit dem Nationalsozialismus verboten ist.
Seit Christian Worchs Wechsel zur Deutschen Volksunion (DVU) und der späteren Gründung der Splitterpartei Die Rechte ist es um Mädel still geworden. Das letzte Mal trat sie beim Trauermarsch für Jürgen Rieger 2009 in Wunsiedel in Erscheinung, allerdings nur als einfache Teilnehmerin. Am 29. August 2020 nahm sie an einer „Corona-Demo“ in Berlin teil. Sie ist in Magdeburg als Heilpraktikerin für Psychotherapie und Meridian-Energie-Techniken tätig.